# La General (locomotora)

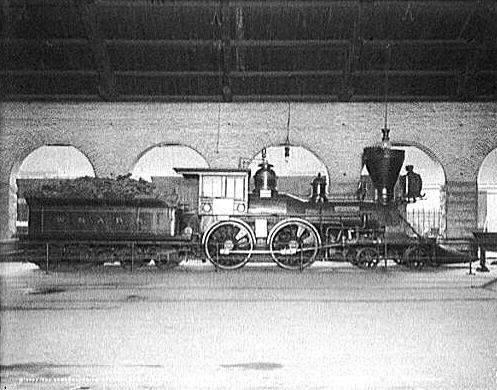
La General en Chattanooga, Tennessee, en 1907.

La General es una locomotora a vapor del tipo 4-4-0 que fue utilizada durante "La gran persecución en locomotora", un evento que tuvo lugar en 1862, durante la Guerra de Secesión, en Estados Unidos. La locomotora se conserva en el Museo del Sur de la Guerra Civil y en Historia de Locomotoras en Kennesaw, Georgia, y está incluida en el Registro Nacional de Lugares Históricos.

## Antes de la Guerra Civil
Construida en 1855 por Rogers Locomotive and Machine Works en Paterson, Nueva Jersey, La General proporcionaba transporte y servicio de mercancías y pasajeros entre Atlanta, Georgia y Chattanooga, Tennessee, antes de la Guerra de Secesión.

## Guerra Civil
Durante la Guerra Civil, La General fue requisada por los norteños dirigidos por James J. Andrews en Big Shanty (ahora Kennesaw, Georgia), y abandonada al norte de Ringgold, después de haber sido perseguido por William Allen Fuller y Texas. Con poca agua y madera, La General eventualmente perdió presión de vapor y velocidad, y se desaceleró hasta detenerse a dos millas al norte de Ringgold, donde Andrews y sus asaltantes abandonaron la locomotora y trataron de huir.
Más tarde, La General escapó por poco de la destrucción cuando el General John Bell Hood ordenó destruir el depósito de municiones mientras él partía de Atlanta el 1 de septiembre de 1864.
Sin embargo, la locomotora fue severamente dañada al ser estrellada contra vagones de munición y la locomotora Missouri. Esto se hizo para inutilizar a La General y evitar que cayera en manos de las fuerzas de la Unión.

## En el cine
La General fue coprotagonista de una famosa película del cine mudo titulada El maquinista de La General con el actor Buster Keaton, que relata las aventuras durante la "Gran persecución en Locomotora".